# Hans Abarbanell

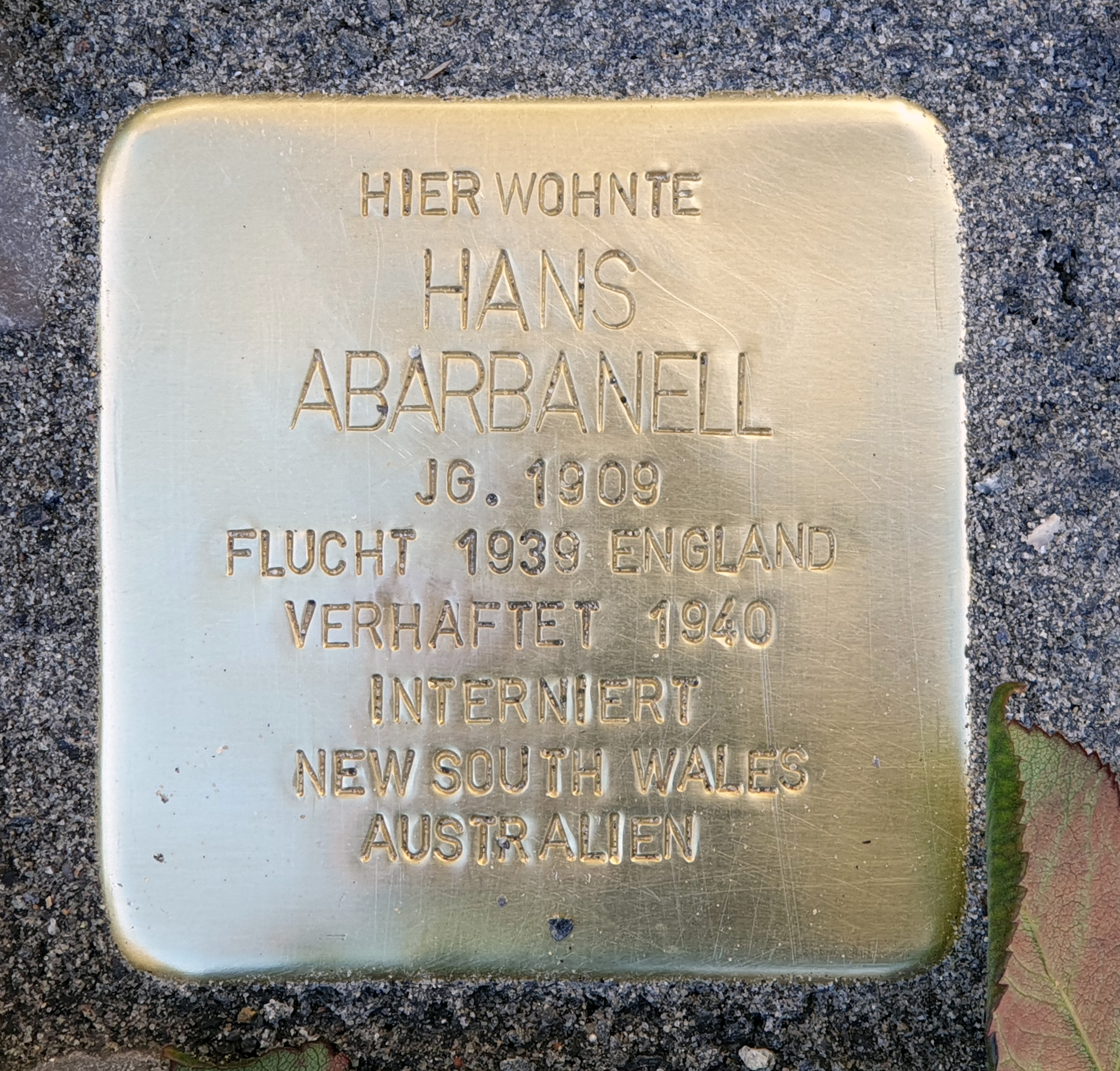
Stolperstein für Hans Abarbanell in Berlin-Charlottenburg, Knesebeckstraße 32

Hans Abarbanell (* 1. Dezember 1909 in Stettin; † 1997 in London) war ein vor den Nationalsozialisten aus Deutschland nach England emigrierter jüdischer deutscher Bildhauer und Restaurator.

## Leben und Werk
Hans Abarbanells Eltern waren gut situierte assimilierte Juden. Sein Vater Leopold Albert (* 1885 in Potsdam; † 1944 in Berlin) war Kaufmann. Die Mutter Irma Josefa (* 1882; 1941 bei der Deportation nach Minsk umgekommen) kam aus Prag und war ein außergewöhnliche und selbstbestimmte Frau. Sie war Putzmacherin und betrieb ein gutgehendes Geschäft für Damenhüte.
Die Familie zog 1919 nach Berlin, wo sich das Paar nach 1916 scheiden ließ. Abarbanell lebte dann mit seiner Mutter, der Schwester Ruth (* 1911) und dem Bruder Peter Klaus (1916–1989) in der Knesebeckstraße 32.
Über die berufliche Ausbildung Abarbanells und künstlerische Werke liegen keine Informationen vor. Er arbeitete in Berlin als freischaffender Maler, Bildhauer und Restaurator, vor allem in Kirchen. 1935 ging er nach Prag, wo er als Restaurateur für alte Kirchen Arbeit fand. Nach der deutschen Besetzung der Tschechoslowakei und angesichts der sich zuspitzenden Gefährdung von Juden durch die Nationalsozialisten floh er 1939 nach England. Er kam in London unter, wo er wie die meisten deutschen Emigranten als Enemy Alien eingestuft wurde. 1940 wurde er mit rund 2000 jüdischen Flüchtlingen und über 400 Kriegsgefangenen, darunter auch 200 Nationalsozialisten, auf der Dunera nach Australien deportiert. Dort wurde er in einem Gefangenenlager in Hay interniert.
Nach dem Krieg kam Abarbanell zurück nach London, wo er in Hempstead lebte. Neben seiner künstlerischen Arbeit, vor allem als Restaurator, betätigte er sich als Kunst- und Antiquitätensammler und wohl auch -händler. Er stand in engem Kontakt mit dem British Museum, das in den 1960er Jahren mehrere Stücke von ihm erwarb. Abarbanell gehört zum Kreis antifaschistischer Künstler im Freien Deutschen Kulturbund in Großbritannien und war mit Hans Fladung, René Graetz, John Heartfield, Günther Wagner (1899–) und Heinz Worner an der Gestaltung der vom Kulturbund ausgerichteten Ausstellung Inside Nazi-Germany 1933–1943. The Underground Struggle of German Anti-Nazis against Hitler beteiligt.
Abarbanell war ab etwa 1935 mit Edith Karczinski verheiratet. Er starb bei einem Brand seiner Wohnung.
In Berlin wurden 2019 vor dem Haus Knesebeckstraße 32 zum Gedenken an ihn, seine Mutter und seine Geschwister Stolpersteine verlegt.